# Alfonsa Clerici
Alfonsa Clerici (ur. 14 lutego 1860, zm. 14 stycznia 1930) – włoska zakonnica i błogosławiona Kościoła katolickiego.

## Życiorys
Alfonsa Clerici była nauczycielką z zawodu, a po wstąpieniu do Instytutu Sióstr Przenajświętszej Krwi zajęła się kierowaniem Schroniska Opatrzności, a także pomagała biednym. Zmarła 14 stycznia 1930 roku.
Została beatyfikowana 23 października 2010 roku przez Benedykta XVI.